# Marcella Lowery
Marcella Lowery (Queens, Nova Iorque, 27 de Abril de 1946) é uma atriz estadunidense, mais conhecida por interpretar a avó de Jamal em Ghostwriter, e a Dir. Noble em City Guys. Lowery era conhecida previamente por seu papel recorrente em The Cosby Show, como a avó de Winnie e Nelson Tibadoux, e por fazer participações em What About Bob? e Law & Order.

## Filmografia

### Televisão
- 2009 The Unusuals como Oficial Sheila Trunk
- 2003 Law & Order como Lois Baker
- 2001 City Guys como Karen Coretta Noble
- 1995 The Cosby Mysteries como Srta. Crilley
- 1995 Ghostwriter como Vovó Jenkins
- 1989 The Cosby Show como Francine Tibideaux
- 1989 A Man Called Hawk como Prof. Lowery

### Cinema
- 2006 School for Scoundrels como Sra. Washington
- 2006 Waltzing Anna como Enf. Hardaway
- 1996 The Preacher's Wife como Anna Eldridge
- 1996 Rescuing Desire como Jane
- 1991 What About Bob? como Betty
- 1989 Fletch Lives como Selma
- 1989 Lead on Me como Sra. Richards
- 1989 Without a Trace como Sgt. Rocco
- 1981 Arthur como Harriet

## Prêmios
| Ano  | Premiação    | Categoria                                       | Indicado(s)     | Resultado |
| ---- | ------------ | ----------------------------------------------- | --------------- | --------- |
| 2000 | Image Awards | Melhor performance em uma série infanto-juvenil | Marcella Lowery | Indicado  |